# Музей современного искусства (Флорина)
Музей современного искусства греческого города Флорина, Западная Македония (греч. Μουσείο Σύγχρονης Τέχνης της Φλώρινας) — один из самых значительных музеев современного искусства в Греции. Музей создан в 1977 году и располагается в неоклассическом здании на берегу реки Сакулевас.
В коллекции музея более 600 работ, включающих живопись, скульптуру и гравюру.
Здесь представлены известные художники и скульпторы 20-го века: Ренгос, Плакотарис, Мавридис, Каниарис, Тетсис, Коккинидис, Митарас, Димитрис, Кондос, Канакарис, Кондояннис, Тсарас, Ксантопулос, Ботсоглу, Димитреас, Сахинис, Фокас, Голфинос, Лахас, Каламарас, Димитрис, Папаяннис, Георгиадис, Зонголопулос, Перантинос, Никос, Кулиандинос, Лаппас, Халепас, Яннулис, Хадзикириакос-Гикас, Папагеоргопулос, Грамматопулос, Костас, Пападакис, Ксенакис, Николау, Сикелиотис, Тсоклис, Моралис, Яннис, Яннадакис, Неделкос.
Недавно музей пополнился коллекцией под названием ‘Дань Эль Греко’. Коллекция была предоставлена греческими художниками в августе 1999 года, в результате которой Национальная художественная галерея (Афины)  предоставила музею «Святого Петра» Доменико Теотокопулоса, а также 44 гравюры 31 иностранных художников из Флоренции.
Кроме постоянной экспозиции музей организует также симпозиумы искусства и выставки прикладного искусства.

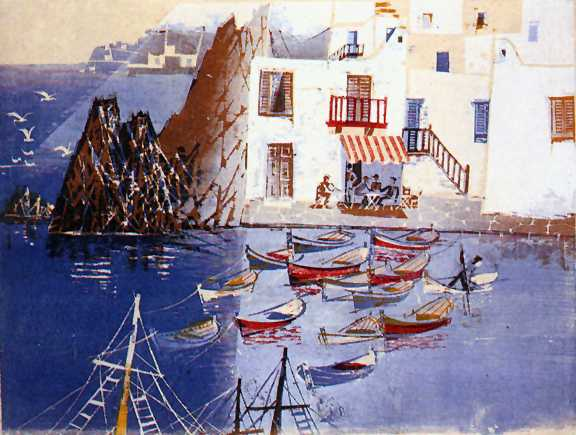
Грамматопулос, Эгейское море
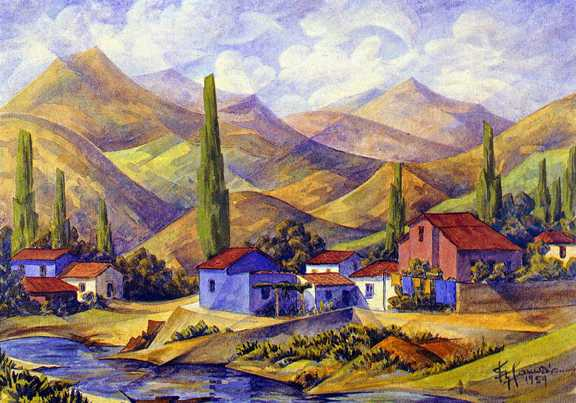
Плакотарис, пейзаж Флорины
Митарас, Слава
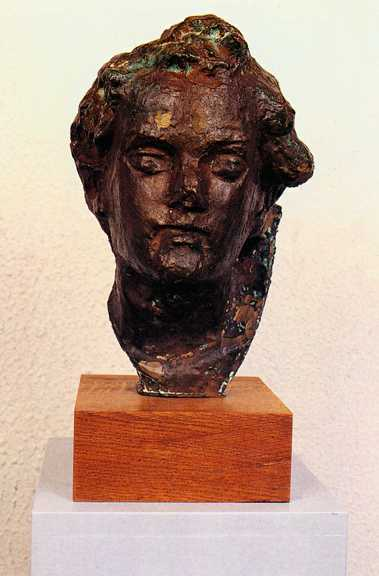
Скульптура Халепаса